# Bussières (Côte-d’Or)
Bussières település Franciaországban, Côte-d’Or megyében. Lakosainak száma 44 fő (2022. január 1.). Bussières Beneuvre, Avot, Busserotte-et-Montenaille, Courlon, Fraignot-et-Vesvrotte és Grancey-le-Château-Neuvelle községekkel határos.

## Népesség
A település népességének változása:
| Lakosok száma | 56   | 38   | 50   | 41   | 41   | 40   | 41   | 43   | 44   | 44   |
|               | 1968 | 1982 | 1990 | 2006 | 2013 | 2015 | 2017 | 2019 | 2020 | 2022 |